# Mohammed Hanif
Mohammed Hanif (ur. 1965 w Okarze) – pakistański pisarz.
Tworzy w języku angielskim. Ukończył Akademię Pakistańskich Sił Powietrznych, jednak odszedł ze służby i rozpoczął karierę dziennikarską. Publikował m.in. w „India Today” i „The Washington Post”. Mieszka w Londynie. Pisał sztuki teatralne i telewizyjne, aktualnie jest szefem serwisu BBC Urdu.
Jako prozaik debiutował w 2008 powieścią Wybuchowe mango (A Case of Exploding Mangoes). Centralnym wydarzeniem książki jest katastrofa lotnicza, w której w 1988 zginął ówczesny prezydent Pakistanu Muhammad Zia ul-Haq. Inne autentyczne postaci to m.in. Usama ibn Ladin, amerykański ambasador Arnold Raphel i grupa pakistańskich wysokich oficerów. Z ich losami krzyżują się drogi losy fikcyjnych bohaterów, w tym narratora, młodego oficera lotnictwa. Powieść jest utrzymana w sarkastycznym tonie.